# Orectogyrus obscurus
Orectogyrus obscurus is een keversoort uit de familie van schrijvertjes (Gyrinidae). De wetenschappelijke naam van de soort is voor het eerst geldig gepubliceerd in 1947 door Ochs.